# Imagina de Isemburgo-Limburgo
Imagina de Isemburgo-Limburgo (Limburgo do Lano, c. 1255/59/79 ou 1260 – c. 28 de setembro de 1313 ou 28 ou 29 de setembro de 1318) foi rainha da Germânia como esposa de Adolfo I de Nassau.

## Família
Imagina foi filha do conde Gerlaco IV de Isemburgo-Limburgo e de Imagina de Blieskastel.
Os seus avós paternos eram Henrique I de Isemburgo-Grenzau e Irmingarda de Büdingen, condessa de Cleberg. Os seus avós maternos eram o conde Henrique de Blieskatel e Inês de Sayn.
Os seus irmãos foram: João I de Isemburgo-Limburgo, Gerlaco, Arnoldo e uma irmã mais nova, Inês, esposa de Henrique I de Westburgo.

## Biografia
Em 1271, Imagina se casou com o então conde Adolfo, filho de Walram II de Nassau e Adelaide de Katzenelnbogen.
Em 1273, Adolf tornou-se mordomo do arcebispo de Colônia.  Em 1276, ele sucedeu seu pai como conde de Nassau. Por volta de 1280, ele se envolveu na rivalidade de Nassau-Eppstein, como resultado da qual a família Eppstein destruiu a cidade de Wiesbaden e o Castelo de Sonnenberg. Após três anos, um acordo foi alcançado em 1283. A cidade de Wiesbaden e o Castelo de Sonnenberg foram reconstruídos. Sendo assim, o Castelo de Idstein, e o Castelo de Sonnenberg, se tornaram as principais residências do casal.

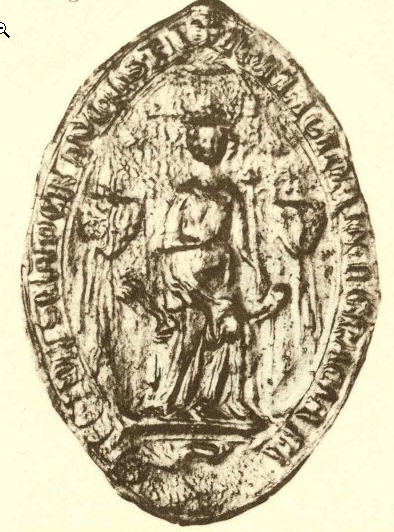
Selo da rainha Imagina.

Imagina tornou-se rainha consorte após a eleição do marido como rei da Germânia, em 5 de maio 1292. Eles foram coroados em 24 de junho do mesmo ano, em Aachen. A rainha passou a residir a maior parte do tempo no Castelo de Achalm quando ela não o acompanhava em suas viagens. Sua corte era um ímã para qualquer um que buscasse proteção contra os cada vez mais poderosos senhores territoriais do império.
Em 1294, Adolfo interviu numa Turíngia devastada pela guerra, e comprou o condado de Alberto II de Meissen. A política da Turíngia anteriormente aceita por Adolfo foi o motivo das disputas com os eleitores. Em 23 de junho de 1298, Adolfo foi declarado indigno de seu cargo e perdeu sua dignidade real. 
O rei Adolfo morreu na Batalha de Göllheim, em 2 de julho de 1298. O filho deles, Ruperto, foi capturado pelo arcebispo de Mainz, Gerardo II de Eppstein. Contudo, o novo rei Alberto, impediu que o seu predecessor fosse enterrado na Catedral de Speyer, portanto, ele foi sepultado na Abadia de Rosenthal, hoje em Kerzenheim. Diz-se que Imagina ordenou que uma cruz gótica fosse erigida no campo de batalha, onde o marido morreu. Porém, hoje a História considera que foi o filho, Gerlarco, quem teria dado a ordem. É a cruz de caminho mais antiga da região do Palatinado.
O Arcebispo de Mainz e seus parentes, os senhores de Eppstein, confiscaram e destruíram o Castelo de Sonnenberg. O filho de Imagina, Gerlarco, ainda criança na época, foi salvo. A rainha viúva estabeleceu-se no Castelo de Weilburg, sua residência pertencente ao seu Vidualitium.
No outono de 1298, Imagina pediu a rainha Isabel de Gorizia-Tirol, esposa do rei Alberto, a libertação de seu filho, Ruperto. Em 1299, de acordo com a Regesta do Bispo de Mainz, ele foi libertado da custódia do arcebispo pelo senhor de Rheinberg.
Em 1309, ela foi testemunha quando os restos mortais do esposo foram transferidos da Abadia de Rosenthal para a Catedral de Speyer, pelas ordens do novo imperador, Henrique VII.
Eventualmente ela se mudou para a Abadia de Klarenthal, fundada por Adolfo e Imagina em 29 de setembro de 1296, onde a filha deles, Adelaide, era abadessa. Imagina morreu no local, em 29 de setembro de 1313, e lá foi sepultada.
Em 1632 ou 1650, seu monumento foi transferido da igreja do mosteiro destruído para a Igreja Maurício, em Wiesbaden. A igreja foi destruída por um incêndio em 1850, e o monumento do túmulo de Imagina foi perdido.

## Descendência
- Henrique, morreu jovem;
- Ruperto (m. 2 de dezembro de 1304), esteve noivo de Inês da Boêmia, filha do rei Venceslau II da Boêmia e de Judite de Habsburgo;
- Matilde (antes de 1280 – 19 de junho de 1323), foi esposa do duque Rodolfo I da Baviera, com quem teve seis filhos;
- Adelaide (m. 1338), abadessa de Klarenthal;
- Imagina, morreu jovem;
- Gerlarco I de Nassau (m. 1 de janeiro de 1371), sucessor do pai no condado. Foi casado duas vezes, e teve filhos;
- Adolfo (1292 – 1294);
- Walram III de Nassau (1294 – após 22 de dezembro de 1324), conde de Nassau. Não se casou e nem deixou descendência.